# Spirituele opvolger
Een spirituele opvolger of spiritueel vervolg is een niet-officieel vervolg op een mediaproductie zoals een film, een televisieserie of een boek. Spirituele vervolgen bouwen normaliter niet voort op de verhaallijnen, karakters of opgebouwde wereld van het oorspronkelijke werk, maar bevatten veel van dezelfde elementen, thema's en mogelijk stijlelementen. De term is vergelijkbaar met begrippen als remake en spin-off, maar dat soort werken hebben in het algemeen een veel sterkere verbinding en gelijkenis met de originele creaties.

## Voorbeelden

### Computerspellen
- Dark Souls werd een spirituele opvolger van Demon's Souls, beide ontwikkeld door From Software, omdat Sony de exclusieve rechten voor het originele spel bezit.
- Two Point Hospital is een spirituele opvolger van Theme Hospital, gemaakt door een groot deel van de originele ontwikkelaars van Theme Hospital.